# 아우라 (영화)
아우라(El Aura, The Aura)는 스페인에서 제작된 파비언 비린스키 감독의 2005년 범죄, 드라마, 스릴러 영화이다. 리카도 다린 등이 주연으로 출연하였고 사무엘 하디다 등이 제작에 참여하였다.

## 출연

### 주연
- 리카도 다린
- 돌로레스 폰지

### 조연
- 베블로 세드론
- 나우엘 페레즈 비스카야트

## 제작진
- 의상: 마리사 우루티